# Krynica (sielsowiet Wołożyn)
Krynica (biał. Крыніца; ros. Криница) – wieś na Białorusi, w obwodzie mińskim, w rejonie wołożyńskim, w sielsowiecie Wołożyn.